# Haba (Burkina Faso)
Pour les articles homonymes, voir Haba.
Haba est une commune rurale située dans le département de Koti de la province de Tuy dans la région des Hauts-Bassins au Burkina Faso.

## Géographie
Haba se trouve à 15 km à l'est de Indini.

## Santé et éducation
Le centre de santé le plus proche de Haba est le centre de santé et de promotion sociale (CSPS) d'Indini.